# Мікроцефал стрункий
Мікроцефа́л струнки́й (Microcephalophis gracilis) — отруйна змія з роду Мікроцефал родини Аспідові.

## Опис
Загальна довжина коливається від 70 см до 1,02 м. Інколи зустрічаються особини до 1,22 м. Наділений малесенькою головою, дуже тонкою шиєю. Передня частина тулуба тонка й струнка, задня половина тіла непомірно потовщена. Голова, тулуб й хвіст вкриті однаковою шестикутною лускою з щільно прилеглими краями. Забарвлення синювате або буре з відтінками.

## Спосіб життя
Усе життя проводить у товщі морської води. Харчується рибою.
Це яйцеживородна змія. Статева зрілість настає у віці 6—8 місяців. Самиця народжує одне дитинча довжиною 35 см.

## Розповсюдження
Мешкає у західній частині Перської затоки, Індійському океані — від узбережжя Пакистану до Таїланду, у Південнокитайському морі, біля Філіппін, Індонезії, острова Нова Гвінея, Австралія, островів Меланезії.